# Andrena angustifovea
Andrena angustifovea är en biart som beskrevs av Henry Lorenz Viereck 1904. Andrena angustifovea ingår i släktet sandbin, och familjen grävbin. Inga underarter finns listade i Catalogue of Life.